# Aşağıdemirtaş, Elâzığ
Aşağıdemirtaş là một xã thuộc thành phố Elazığ, tỉnh Elazığ, Thổ Nhĩ Kỳ. Dân số thời điểm năm 2011 là 310 người.